# Giulianova
Giulianova est une commune d'environ 23 790 habitants située dans la province de Teramo, dans la région des Abruzzes, dans le centre de l'Italie.

## Histoire

### Empire romain
Si la présence humaine y est documentée depuis l'époque néolithique, les origines de la ville remontent au IIIe siècle av. J.-C., lorsque les Romains créèrent près des bouches du Tordino, à moins de 2 km du centre historique actuel, une nouvelle colonie dénommé Castrum Novum ou Castrum Novum Piceni. 
Cette colonie se transforma petit à petit en un centre commercial actif et un carrefour d'une certaine importance. Citée par Velleius Paterculus et Strabon, elle était dotée de bains thermaux.

### Moyen Âge

#### Château San Flaviano
Dépeuplée à la suite des invasions barbares, le nom de Castrum Sancti Flaviani ou Castrum en Sancto Flaviano, en souvenir de Saint Flaviano, patriarche de Constantinople et martyr, dont les reliques auraient été transportées en Italie au Ve siècle et atteint les côtes giuliesi à la suite d'une tempête. À partir du XIIe siècle, le centre fut connu comme Castel Saint Flaviano.
Le bourg fit successivement partie du Royaume ostrogoths, du duché de Spolète, du royaume de Sicile et finalement du royaume de Naples. Dans la deuxième moitié du XIVe siècle, il entra en possession de la famille des Acquaviva, jusqu'à la destruction de la ville le 25 juillet 1460, à la suite de la bataille sanglante de Saint Fabien d'Ascoli ou Saint Flaviano d'Ascoli, aussi appelée bataille du Tordino, entre aragonais et Anjous, respectivement commandés par Alessandro Forcé et Jacopo Piccinino.

#### De Castel Saint Flaviano au Giulianova
Vers 1471, Giulio Antonio Acquaviva d'Aragon, 6e duc d'Atri et comte de San Flaviano préféra en édifier une nouvelle en un lieu plus élevé proche de l'ancienne ville : Giulianova.

## Personnalités liées à la commune
- Danilo Andrenacci
- Vincenzo Bindi
- Gaetano Braga
- Valentina Corneli
- Venanzo Crocetti
- Egidio De Maulo, peintre, né en 1840
- Cristiano Del Grosso
- Plinio De Martiis
- Matteo Di Serafino
- Lorenzo Piani
- Giacomo Sagripanti
- Franco Tancredi
- Gabriele Tarquini, pilote automobile, né en 1962.

## Monuments et lieux d'intérêt
- Cathédrale de saint Flavien
- Sanctuaire de Notre-Dame de la Splendeur
- Palais ducal

## Administration
| Période                                  | Période        | Identité              | Étiquette       | Qualité |
| ---------------------------------------- | -------------- | --------------------- | --------------- | ------- |
| 19 juin 2004                             | septembre 2008 | Claudio Ruffini       | Centro-Sinistra |         |
| 23 juin 2009                             | En cours       | Francesco Mastromauro | PD              |         |
| Les données manquantes sont à compléter. |                |                       |                 |         |

### Hameaux
Case di Trento, Colleranesco, Villa Pozzoni, Villa Volpe.

### Communes limitrophes
Mosciano Sant'Angelo, Roseto degli Abruzzi, Tortoreto.